# Bondscoach

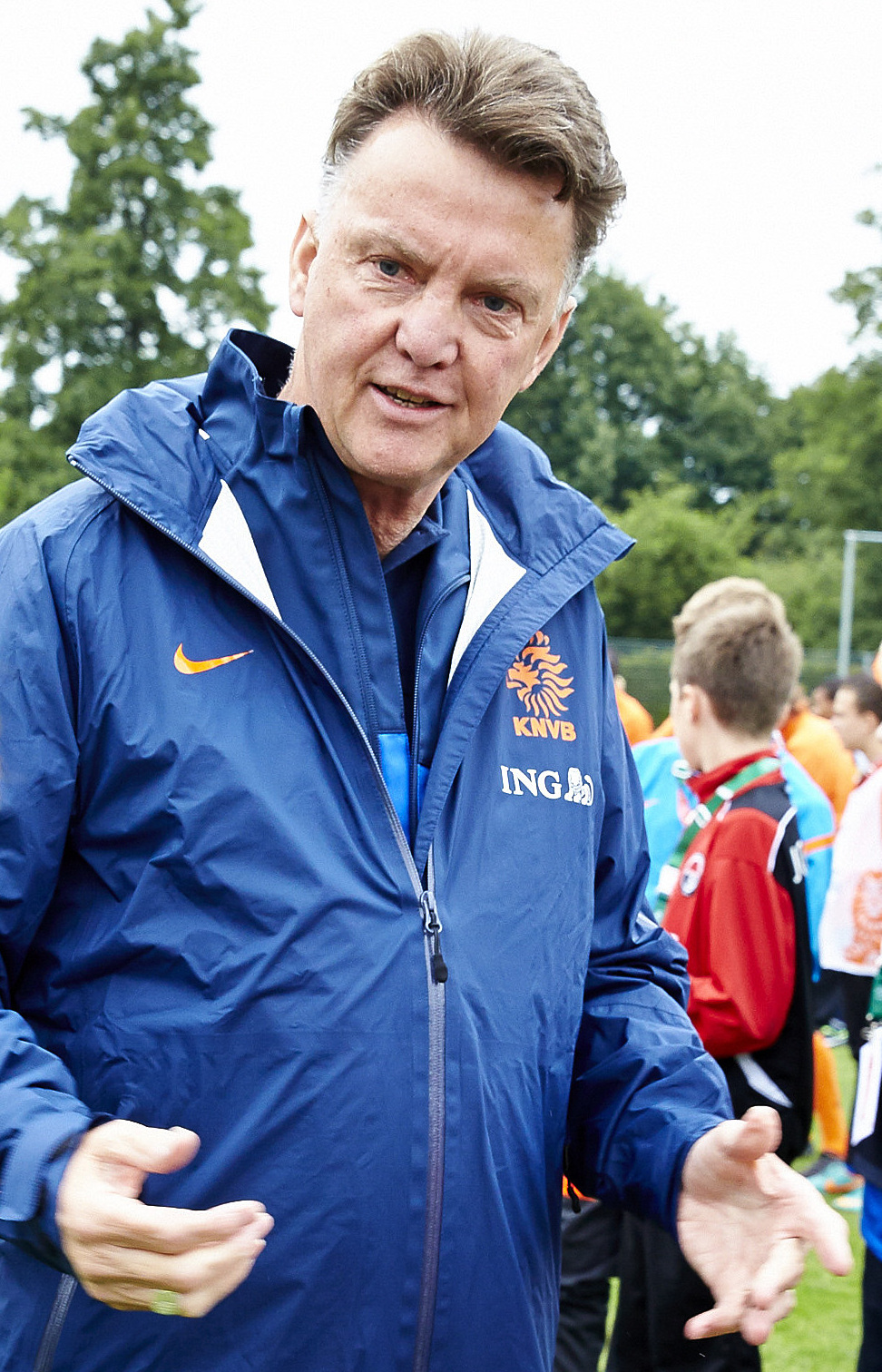
Louis van Gaal was t/m het WK van 2014 en tot 2022 de bondscoach van het Nederlands voetbalelftal.

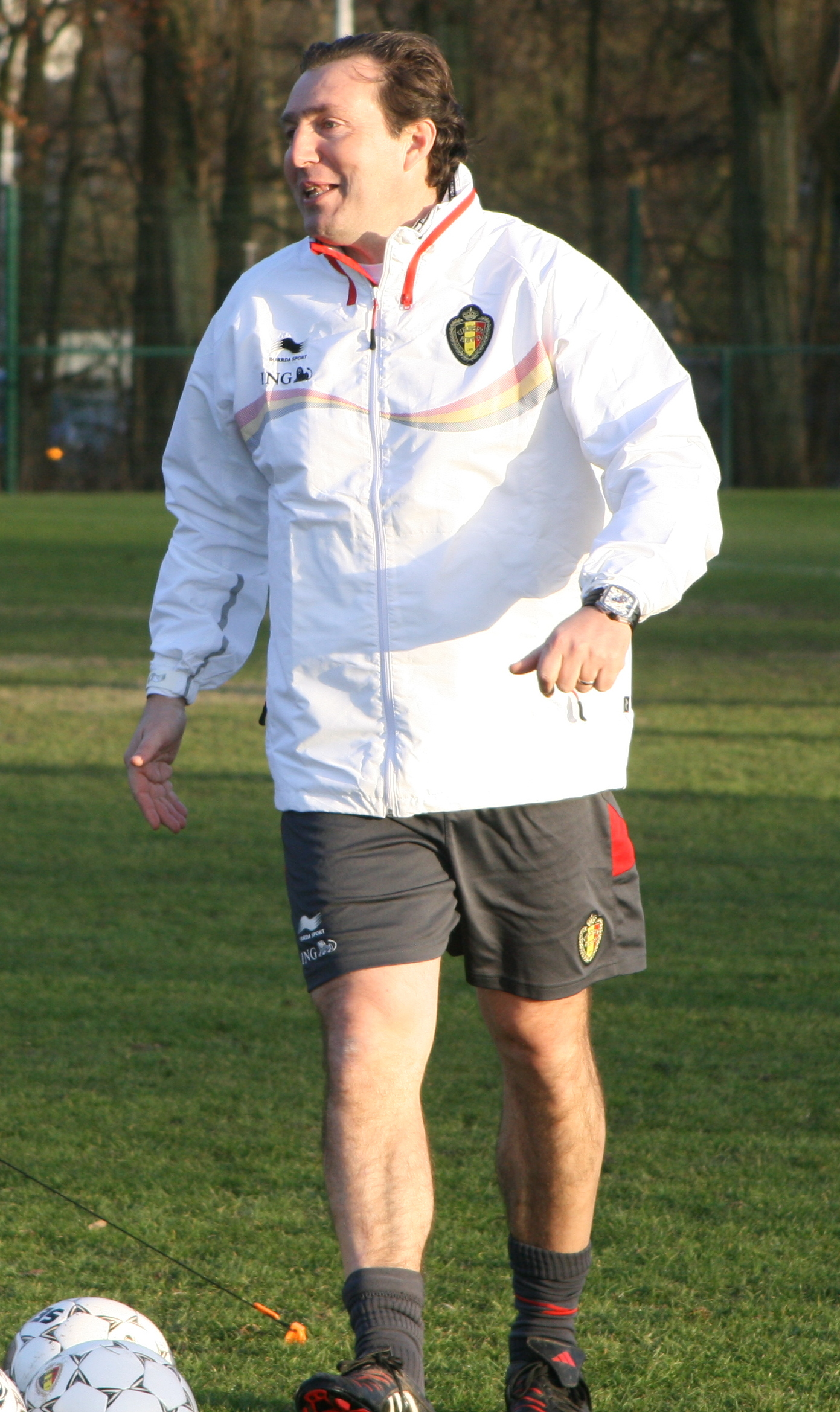
Marc Wilmots was t/m het EK van 2016 de bondscoach van de Rode Duivels, het Belgisch voetbalelftal

Bondscoach is de titel die de trainer van een nationale ploeg krijgt. De bondscoach wordt aangesteld door de betreffende nationale sportbond. Bekende voorbeelden hiervan zijn de bondscoaches in het voetbal. Deze trainers worden ook wel selectieheren genoemd.

## Voetbal
Lijst van coaches van het Belgisch voetbalelftal

Lijst van coaches van het Nederlands voetbalelftal (mannen)

Lijst van Nederlandse voetbalbondscoaches in het buitenland

## Hockey
Lijst van coaches van de Nederlandse mannenhockeyploeg

Lijst van coaches van de Nederlandse vrouwenhockeyploeg

## Waterpolo
Lijst met o.a. coaches van de Nederlandse mannenwaterpoloploeg

Lijst met o.a. coaches van de Nederlandse vrouwenwaterpoloploeg

## Korfbal
Lijst van coaches van het Nederlands korfbalteam

Lijst van coaches van het Belgisch korfbalteam

## Basketbal
Lijst van coaches van het Nederlands basketbalteam